# Trochalus globulus
Trochalus globulus är en skalbaggsart som beskrevs av Moser 1918. Trochalus globulus ingår i släktet Trochalus och familjen Melolonthidae. Inga underarter finns listade i Catalogue of Life.